# Federação Malaia nos Jogos Olímpicos de Verão de 1956
A Federação Malaia competiu nos Jogos Olímpicos de Verão de 1956, em Melbourne, Austrália. Foi a primeira participação olímpica do país, que posteriormente se expandiu e passou a se chamar Malásia em 1963.

## Resultados por Evento

### Atletismo
100m masculino
- Raja Azlam, B.N.A.
  - Eliminatórias — 11.2sec (→ não avançou)

- Karuppiah, S.
  - Eliminatórias — 11.3sec (→ não avançou)

- Lee, K.F.
  - Eliminatórias — 11.6 sec (→ não avançou)

200m masculino
- Lee, L.K.F.
  - Eliminatórias — 23.7sec (→ não avançou)

400m masculino
- Kenneth Perera
  - Eliminatórias — tempo não marcado (→ não avançou)

- Rahim Bin Ahmad, A.
  - Eliminatórias — 50.8sec (→ não avançou)

800m masculino
- Hari Chandra, M.
  - Eliminatórias — tempo não marcado (→ não avançou)

- Kenneth Perera
  - Eliminatórias — tempo não marcado (→ não avançou)

100m feminino
- Choong, A.
  - Eliminatórias — 12.5sec (→ não avançou)

### Halterofilismo
Peso Pena
- Koh Eng Tong
  - 285 quilos/628lbs (→ 17º lugar)

Peso Médio
- Chan Pak Lum
  - Abandonou após 2 fases (→ 14º lugar)

Peso Meio-pesado
- Tan, K.B.
  - 395 quilos/870.5lbs (→ 6º lugar)

### Hóquei sobre a grama

#### Competição Masculina
- Fase Preliminar (Grupo B) → 3º lugar no grupo
  - Empatou com o Reino Unido (2-2)
  - Perdeu para a Austrália (3-2)
  - Empatou com o Quênia (1-1)

Elenco
- Nadarajah
- Shanmuganathan
- Chua Eng Cheng
- Sankey, P.S.
- Shepherdson, M.F.
- Toft, G.D.
- Devendran
- Chua Eng Kim
- Lawrence, T.
- Karim, A.
- Sheikh Ali
- Hamzah
- Van Huizen, P.
- Vias, W.
- Selvanayagam, S.
- Gian Singh
- Arul, N.

### Natação
100m costas masculino
- Lim, H.C.
  - Eliminatórias — 1.12,4 (→ não avançou)

200m borboleta masculino
- Fong, S.
  - Eliminatórias — 2.56,0 (→ não avançou)

### Tiro
Pistola livre
- Chong, J.K.L.
  - 438 points (→ 33º lugar)

Clay Pigeon
- Moe, F.K.
  - 145 points (→ 28º lugar)

- Liew, F.S.
  - 140 points (→ 29º lugar)